# Mohamed Chikhi
Mohamed Chikhi, né le 26 janvier 1994 à Laâyoune au Maroc, est un footballeur marocain évoluant au poste d'arrière latéral gauche aux HUS Agadir.

## Biographie
Mohamed Chikhi a débuté à l'Académie Mohammed VI,avant de la quitter puis de rejoindre le centre de formation de l’ASFAR au Maroc en 2011. En 2013, il est prêté au club français du Chamois niortais. Ne faisant aucune apparition en équipe première, et jouant uniquement avec la réserve, il quitte Niort pour les FAR de Rabat au Maroc.

## Statistiques
| Saison                | Club                  | Championnat           | Championnat | Championnat | Championnat | Coupe(s) nationale(s) | Coupe(s) nationale(s) | Coupe(s) nationale(s) | Compétition(s) continentale(s) | Compétition(s) continentale(s) | Compétition(s) continentale(s) | Compétition(s) continentale(s) | Total | Total | Total |
| Saison                | Club                  | Division              | M.          | B.          | P.d.        | M.                    | B.                    | P.d.                  | Comp.                          | M.                             | B.                             | P.d.                           | M.    | B.    | P.d.  |
| 2013-2014             | Chamois niortais FC   | Ligue 2               | -           | -           | -           | -                     | -                     | -                     | -                              | -                              | -                              | -                              | 0     | 0     | 0     |
| Sous-total            | Sous-total            | Sous-total            | -           | -           | -           | -                     | -                     | -                     | -                              | -                              | -                              | -                              | 0     | 0     | 0     |
| 2013-2014             | FAR de Rabat          | Botola Pro            | 5           | 1           | 0           | -                     | -                     | -                     | -                              | -                              | -                              | -                              | 5     | 1     | 0     |
| 2014-2015             | FAR de Rabat          | Botola Pro            | 12          | 0           | 0           | -                     | -                     | -                     | -                              | -                              | -                              | -                              | 12    | 0     | 0     |
| 2015-2016             | FAR de Rabat          | Botola Pro            | 26          | 0           | 0           | -                     | -                     | -                     | -                              | -                              | -                              | -                              | 26    | 0     | 0     |
| 2016-2017             | FAR de Rabat          | Botola Pro            | 4           | 0           | 0           | -                     | -                     | -                     | -                              | -                              | -                              | -                              | 4     | 0     | 0     |
| Sous-total            | Sous-total            | Sous-total            | 47          | 1           | 0           | -                     | -                     | -                     | -                              | -                              | -                              | -                              | 47    | 1     | 0     |
| Total sur la carrière | Total sur la carrière | Total sur la carrière | 47          | 1           | 0           | -                     | -                     | -                     | -                              | -                              | -                              | -                              | 47    | 1     | 0     |